# Río Frío (Costa Rica)
El río Frío es un río ubicado en Costa Rica, perteneciente a la subvertiente norte de la Vertiente del mar Caribe de este país. Nace en las faldas del volcán Tenorio, recorre las llanuras de los Guatusos, en el norte de Costa Rica, y desemboca en el río San Juan en Nicaragua. En la parte baja de su cuenca se encuentra el refugio nacional de vida silvestre Caño Negro.